# Gerbillus rosalinda
Gerbillus rosalinda is een zoogdier uit de familie van de Muridae. De wetenschappelijke naam van de soort werd voor het eerst geldig gepubliceerd door St Leger in 1929.